# سلنو متیونین
سلنو متیونین (به انگلیسی: Selenomethionine) با فرمول شیمیایی C5H11NO2Se یک ترکیب شیمیایی با شناسه پاب‌کم 9267 است. که جرم مولی آن ۱۹۶٫۱۰۶ گرم بر مول می‌باشد. 